# Lokomotiva EU06
Lokomotivy řady EU06 jsou čtyřnápravové stejnosměrné elektrické lokomotivy, které pro polské železnice Polskie Koleje Państwowe dodala britská společnost English Electric v roce 1962 v počtu 20 kusů. Současně byla zakoupena licence na výrobu těchto strojů, na základě které začal polský závod Pafawag v polovině 60. let vyrábět lokomotivy řady EU07. Prů svůj původ je lokomotivám přezdíváno „Anglik“ (tj. „Angličan“).

## Technické údaje
Lokomotiva má uspořádání pojezdu Bo' Bo'. Čtyři trakční motory mají celkový výkon 2000 kW. Maximální rychlost lokomotivy je 125 km/h. Lokomotiva má hmotnost ve službě 80 tun a délku 15 915 mm.

## Provoz
Všech 20 lokomotiv bylo dodáno v roce 1962 do depa Kraków-Prokocim, které bylo po desítky let domovským depem těchto strojů. V rámci transformace PKP se lokomotivy staly majetkem nákladního dopravce PKP Cargo. Po více než 40 letech provozu byly stroje této řady postupně stahovány z provozu. Poslední pravidelný vlak určený pro tuto řadu odvezla lokomotiva EU06-08 v březnu 2006. Avšak nedostatek vhodných lokomotiv donutil v roce 2006 vlastníka k opětovnému zprovozňování několika lokomotiv EU06. Ty pak byly nasazovány na dálkové vlaky dopravců PKP Intercity a PKP Przewozy Regionalne (PKP PR).
Poté co PKP Intercity převzalo od PKP PR vozbu rychlíků a získalo i vlastní lokomotivy, přestaly být stroje EU06 nasazovány v osobní dopravě. Zbývajících sedm provozních strojů (EU06-01, 07, 10, 12, 17, 18 a 20) tak bylo v prosinci 2009 přesunuto z depa Kraków-Prokocim do depa Czechowice-Dziedzice, kde jsou nasazovány na vozbu lehčích nákladních vlaků.